# NGC 4341
NGC 4341 је спирална галаксија у сазвежђу Девица која се налази на NGC листи објеката дубоког неба.
Деклинација објекта је + 7° 6' 25" а ректасцензија 12h 23m 53,1s. Привидна величина (магнитуда) објекта NGC 4341 износи 13,2 а фотографска магнитуда 14,2. NGC 4341 је још познат и под ознакама IC 3260, UGC 7472, MCG 1-32-42, CGCG 42-76, VCC 672, PGC 40280.